# Tirà de Hudson
El tirà de Hudson (Knipolegus hudsoni) és un ocell de la família dels tirànids (Tyrannidae).

## Hàbitat i distribució
Habita zones obertes amb matolls de l'Argentina Central.